# Aspacherfeld
Aspacherfeld ist eine Katastralgemeinde der Gemeinde Weikendorf im Bezirk Gänserndorf in Niederösterreich.

## Siedlungsentwicklung
Zum Jahreswechsel 1979/1980 befanden sich in der Katastralgemeinde 3 Bauflächen auf insgesamt 191 m². 1999/2000 war die Zahl der Bauflächen auf 5 angewachsen, wobei 3 Gebäude bestanden, und die Zahl der Gärten auf 2 angestiegen. 2009/2010 waren es 4 Gebäude auf 6 Bauflächen und 2 Gärten.

## Landwirtschaft
Die Katastralgemeinde ist landwirtschaftlich geprägt. 413 Hektar wurden zum Jahreswechsel 1979/1980 landwirtschaftlich genutzt und 20 Hektar waren forstwirtschaftlich geführte Waldflächen. 1999/2000 wurde auf 406 Hektar Landwirtschaft betrieben und 22 Hektar waren als forstwirtschaftlich genutzte Flächen ausgewiesen. Ende 2018 waren 402 Hektar als landwirtschaftliche Flächen genutzt und Forstwirtschaft wurde auf 22 Hektar betrieben. Die durchschnittliche Bodenklimazahl von Aspacherfeld beträgt 40,1 (Stand 2010).